# Кавказский учебный округ
В состав Кавказского учебного округа входили Бакинская, Елизаветпольская (Елисаветпольская), Кутаисская, Тифлисская, Черноморская, Эриванская и Ставропольская губернии, Батумская, Дагестанская, Карсская, Кубанская, Терская и Закаспийская области, Сухумский и Закатальский округа. Учреждён указом Государственного совета в декабре 1848 года по инициативе Кавказского наместника графа М. С. Воронцова.

## История
В условиях кавказской войны, продолжавшейся до 1859 года, процесс развития просвещения шёл очень сложно. Первоначальный вариант «Положения об округе» был введён в срок на три года. По истечении  этого срока кавказский наместник должен был сделать особое представление о необходимых изменениях. Это было сделано, с целью учесть региональные особенности при развитии системы образования региона.
В 1860 году по инициативе наместника Кавказа князя А. И. Барятинского Кавказский учебный округ был упразднён. К прежней структуре учебные заведения региона вернулись с восстановлением округа во главе с попечителем в 1867 году. Деятельность Кавказского учебного округа в пореформенный период сопровождалась исчезновением школ для местного населения. Процент таких школ был незначительным, а с 1893 года они вообще перестали существовать.

## Попечители
- 1848—1852 - Семенов, Василий Николаевич;
- 1852—1860 - барон Николаи, Александр Павлович;
- 1864—1878 - Неверов, Януарий Михайлович;
- 1878—1901 - Яновский, Кирилл Петрович;
- 1901—1906 - Завадский, Михаил Ромуальдович;
- 1906—1917 - Рудольф, Николай Фёдорович

## Статистика
По состоянию на 1915 год Кавказский учебный округ насчитывал 7 347 заведений всех типов, в которых обучалось в общей сложности 430 098 учащихся, в том числе начальных школ 5 463 с числом учащихся 364 207. В распределении по административно-территориальным составляющим округа:
- Бакинская губерния: учебных заведений — 113, учащихся — 5 819
- Батумская область: учебных заведений — 37, учащихся — 3 324
- Дагестанская область: учебных заведений — 871, учащихся — 13 870
- Елизаветпольская губерния: учебных заведений — 281, учащихся — 19 157
- Карсская область: учебных заведений — 372, учащихся — 22 023
- Кубанская область: учебных заведений — 2 296, учащихся — 195 658
- Кутаисская область: учебных заведений — 755, учащихся — 70 587.
- Ставропольская губерния: учебных заведений — 920, учащихся — 46 072
- Терская область: учебных заведений — 722
- Черноморская губерния: учебных заведений — 165, учащихся — 11 039
- Эриванская губерния: учебных заведений — 371, учащихся — 30 786
- Закаспийская область: учебных заведений — 444, учащихся — 11 763

Распределение учащихся по типам учебных заведений (в числителе — количество учащихся, в знаменателе — число учебных заведений).
| Тип заведения                                                   | 1         | 2        | 3         | 4          | 5          | 6             | 7          | 8          | 9     | 10 | 11        | 12         | 13        |
| --------------------------------------------------------------- | --------- | -------- | --------- | ---------- | ---------- | ------------- | ---------- | ---------- | ----- | -- | --------- | ---------- | --------- |
| Высшие учебные заведения                                        |           |          |           |            |            |               |            |            |       |    |           |            |           |
| Духовные                                                        |           |          |           |            |            |               |            |            |       |    |           | 225 1      |           |
| Средние учебные заведения                                       |           |          |           |            |            |               |            |            |       |    |           |            |           |
| Гимназии, прогимназии, институты и лицеи                        |           | 903 3    | 1,060 4   | 1,324 3    | 307 1      | 8,005 27      | 3,968 11   | 1,029 3    | ? 15  |    | 1,217 4   | 2,002 4    | 1,486 4   |
| Реальные училища                                                | 173 1     |          | 747 2     | 451 1      | 364 1      | 1,895 8       | 828 2      |            | ? 7   |    |           |            |           |
| Духовные                                                        |           |          |           | 262 1      |            | 797 2         | 1,082 4    | 1,202 3    | ? 3   |    |           | 379 1      |           |
| Педагогические                                                  |           |          |           |            |            | 269 5         | 103 1      | 378 7      | ? 2   |    |           | 131 1      |           |
| Медицинские                                                     |           |          |           |            |            | 103 1         |            |            |       |    |           |            |           |
| Военные                                                         |           |          |           |            |            |               |            |            | ? 1   |    |           |            |           |
| Морские                                                         |           |          |           |            |            | 47 1          |            |            |       |    |           |            |           |
| Лесные и сельскохозяйственные                                   |           |          | 58 1      | 177 1      |            | 163 3         | 71 1       |            | ? 3   |    | 73 1      |            | 88 1      |
| Технические и ремесленные                                       |           | 69 1     |           |            | 57 1       | 4,344 89      | 219 3      |            | ? 7   |    | 302 5     |            | 150 1     |
| Коммерческие, торговые и промышленные                           |           |          |           |            |            | 597 4         |            |            |       |    |           | 508 2      |           |
| Художественные                                                  |           |          |           |            |            | 120 1         |            |            |       |    |           |            |           |
| Профессиональные                                                |           |          |           |            |            | 4,278 147     | 60 1       |            |       |    | 175 2     |            |           |
| Частные учебные заведения и при церквях иностранных исповеданий |           | 284 6    |           | 172 3      |            | 1,549 24      | 835 3      |            | ? 14  |    | 578 13    | 363 10     | 1,138 12  |
| Прочие учебные заведения                                        |           |          |           |            |            |               |            |            |       |    |           |            |           |
| Религиозные нехристианские                                      |           |          | 7,220 787 |            | 6,361 186  |               |            | ? 20       |       |    |           | 456 17     | 4,689 379 |
| Начальные учебные заведения                                     |           |          |           |            |            |               |            |            |       |    |           |            |           |
| Низшие                                                          | 5,646 112 | 2,068 27 | 4,785 77  | 16,771 272 | 14,934 183 | 173,491 1,984 | 63,421 729 | 43,463 887 | ? 670 |    | 8,694 140 | 26,722 335 | 4,212 47  |

Примечание. Цифрами в столбцах таблицы обозначены административно-территориальные составляющие учебного округа:
- 1 — Бакинская губерния
- 2 — Батумская область
- 3 — Дагестанская область
- 4 — Елизаветпольская губерния
- 5 — Карсская область
- 6 — Кубанская область
- 7 — Кутаисская область
- 8 — Ставропольская губерния
- 9 — Терская область
- 10 — Тифлисская губерния
- 11 — Черноморская губерния
- 12 — Эриванская губерния
- 13 — Закаспийская область